# Panamerikamesterskabet i håndbold 2008 (mænd)
Panamerikamesterskabet i håndbold 2008 for mænd var det 13. panamerikamesterskab i håndbold for mænd. Mesterskabet blev arrangeret af PATHF og skulle egentlig have været afviklet i Atlanta, USA i perioden 24. – 28. juni 2008. I februar 2008 frasagde amerikanerne sig imidlertid værtskabet for turneringen, og i stedet blev São Carlos, São Paulo, Brasilien udpeget som værtsby.
Mesterskabet skulle have deltagelse af otte hold, og fem hold var direkte kvalificerede, fordi de sluttede blandt de seks bedste hold ved panamerikamesterskabet 2006: Brasilien, Argentina, Chile, USA og Uruguay. De sidste tre pladser gik til de tre bedste hold fra 1. divisionsturneringen, som blev afviklet 5. – 9. november 2007 i Cuba. De tre succesfulde hold var: Cuba, Canada og Den Dominikanske Republik. Kort inden mesterskabet meldte Den Dominikanske Republik imidlertid afbud, så turneringen blev gennemført med kun syv hold.
Grønland havde egentlig også kvalificeret sig til mesterskabet, eftersom holdet sluttede som nr. 3 ved panamerikamesterskabet 2006. Men det panamerikanske håndboldforbund (PATHF) havde i 2006 på kontroversiel vis nedgraderet Grønlands Håndbold Forbunds medlemsstatus af PATHF fra fuldt medlem til associeret medlem og dermed udelukket Grønlands landshold fra fra at deltage i mesterskabet (og dermed deltage i kvalifikationen til VM). Denne beslutning blev i november 2007 dømt ulovlig af IHF, som krævede at Grønlands Håndbold Forbund igen blev opgraderet til fuldgyldigt medlem af PATHF. PATHF appellerede imidlertid afgørelsen, men i maj 2008 stadfæstede IHF den oprindelige dom, og Grønland fik lov at overtage USA's plads i turneringen. 
Mesterskabet blev vundet af Brasilien foran Argentina og Cuba, og de tre hold kvalificerede sig derudover til VM 2009 i Kroatien. Grønlands landshold gik ikke videre til semifinalerne, og efter at have vundet placeringskampen mod Uruguay med 28-21 endte holdet på femtepladsen.
De seks bedst placerede hold ved mesterskabet, Brasilien, Argentina, Cuba, Chile, Grønland og Uruguay, kvalificerede sig direkte til det næste panamerikamesterskab, mens Canada og Den Dominikanske Republik måtte en tur i kvalifikationen.

## Slutrunde

### Indledende runde

#### Gruppe A
| Dato  | Tid   | Kamp                 | Res.  | Pause |
| ----- | ----- | -------------------- | ----- | ----- |
| 24.6. | 16:00 | Argentina - Chile    | 36–25 | 13-11 |
| 24.6. | 21:00 | Grønland - Canada    | 20–20 | 6-11  |
| 25.6. | 16:00 | Argentina - Canada   | 26–15 | 15-10 |
| 25.6. | 18:00 | Grønland - Chile     | 28–31 | 12-19 |
| 26.6. | 16:00 | Argentina - Grønland | 31–22 | 16-8  |
| 26.6. | 18:00 | Chile - Canada       | 28–23 | 17-9  |

| Gruppe A  | Kampe | Mål   | Point |
| --------- | ----- | ----- | ----- |
| Argentina | 3     | 93-62 | 6     |
| Chile     | 3     | 84-87 | 4     |
| Grønland  | 3     | 70-82 | 1     |
| Canada    | 3     | 58-74 | 1     |

#### Gruppe B
| Dato  | Tid   | Kamp                | Res.  | Pause |
| ----- | ----- | ------------------- | ----- | ----- |
| 24.6. | 18:00 | Brasilien - Uruguay | 38–13 | 17-7  |
| 25.6. | 20:00 | Uruguay - Cuba      | 24–28 | 9-16  |
| 26.6. | 20:00 | Brasilien - Cuba    | 33–21 | 20-10 |

| Gruppe B    | Kampe        | Mål          | Point        |
| ----------- | ------------ | ------------ | ------------ |
| Brasilien   | 2            | 71-34        | 4            |
| Cuba        | 2            | 49-57        | 2            |
| Uruguay     | 2            | 37-66        | 0            |
| Domin. Rep. | Meldte afbud | Meldte afbud | Meldte afbud |

### Semifinaler, bronzekamp og finale
| Dato        | Tid   | Kamp                  | Res.  | Pause |
| ----------- | ----- | --------------------- | ----- | ----- |
| Semifinaler |       |                       |       |       |
| 27.6.       | 14:00 | Argentina - Cuba      | 33–32 | 16-15 |
| 27.6.       | 18:00 | Brasilien - Chile     | 26–22 | 19-10 |
| Bronzekamp  |       |                       |       |       |
| 28.6.       | 16:00 | Cuba - Chile          | 37–30 | 17-18 |
| Finale      |       |                       |       |       |
| 28.6.       | 18:00 | Brasilien - Argentina | 27–24 | 11-9  |

| Samlet rangering | Samlet rangering |
| ---------------- | ---------------- |
| Guld             | Brasilien        |
| Sølv             | Argentina        |
| Bronze           | Cuba             |
| 4.               | Chile            |

### Placeringskampe
| Dato               | Tid   | Kamp               | Res.  | Pause |
| ------------------ | ----- | ------------------ | ----- | ----- |
| Semifinale         |       |                    |       |       |
| 27.6.              | 16:00 | Uruguay - Canada   | 23–21 | 12-9  |
| Kamp om 5.-pladsen |       |                    |       |       |
| 28.6.              | 14:00 | Grønland - Uruguay | 28–21 | 12-10 |

| Samlet rangering | Samlet rangering |
| ---------------- | ---------------- |
| 5.               | Grønland         |
| 6.               | Uruguay          |
| 7.               | Canada           |

### Topscorere
| Topscorere | Topscorere        |
| ---------- | ----------------- |
| 34 mål     | Emil Feutchmann   |
| 27 mål     | Francisco Chacana |
| 27 mål     | Minik Dahl Høegh  |
| 25 mål     | Andrés Kogovsek   |
| 24 mål     | Franky Carol      |

### VM-kvalifikation
PATHF rådede over tre pladser ved VM-slutrunden i 2009, og de tre pladser gik til de tre bedst placerede hold ved mesterskabet. Resultaterne betød, at Brasilien, Argentina og Cuba kvalificerede sig til VM-slutrunden i Kroatien. 
Den 15. oktober 2008 offentliggjorde Federación Chilena de Handball (det chilenske håndboldforbund), at Chile skulle deltage i VM-slutrunden ved at overtage Cubas plads i gruppe B. Dette blev imidlertid aldrig bekræftet af PATHF eller IHF, og Cuba beholdt dermed sin VM-plads, men holdet havde tidligere meldt afbud til større mesterskaber.

## Kvalifikation
Slutrunden skulle have deltagelse af otte hold, og fem hold var direkte kvalificerede, fordi de sluttede blandt de seks bedste hold ved panamerikamesterskabet 2006: Brasilien, Argentina, Chile, USA og Uruguay. De sidste tre pladser gik til de tre bedste hold fra kvalifikationen "1. division", som blev afviklet 5. – 10. november 2007 i Havana, Cuba. De tre succesfulde hold var: Cuba, Canada og Den Dominikanske Republik.

### Resultater
| Dato   | Kamp                      | Res.  | Pause |
| ------ | ------------------------- | ----- | ----- |
| 5.11.  | Canada - Puerto Rico      | 27–27 | 13-13 |
| 5.11.  | Cuba - Mexico             | 44–23 | 21-7  |
| 6.11.  | Canada - Domin. Rep.      | 25–19 | 15-9  |
| 6.11.  | Puerto Rico - Mexico      | 35–29 | 18-16 |
| 7.11.  | Domin. Rep. - Mexico      | 34–34 | 18-18 |
| 7.11.  | Cuba - Puerto Rico        | 35–20 | 20-8  |
| 9.11.  | Canada - Mexico           | 31–20 | 14-11 |
| 9.11.  | Cuba - Domin. Rep.        | 31–20 | 17-11 |
| 10.11. | Domin. Rep. - Puerto Rico | 35–31 | 18-18 |
| 10.11. | Cuba - Canada             | 31–13 | 13-5  |

| Hold        | Kampe | Mål     | Point |
| ----------- | ----- | ------- | ----- |
| Cuba        | 4     | 141-076 | 8     |
| Canada      | 4     | 096-097 | 5     |
| Domin. Rep. | 4     | 108-121 | 3     |
| Puerto Rico | 4     | 113-126 | 3     |
| Mexico      | 4     | 106-144 | 1     |